# Daniel Passarella
Daniel Alberto Passarella (n. 25 mai 1953 în Chacabuco, provincia Buenos Aires) este un fost jucător argentinian de fotbal. A antrenat echipele naționale ale Argentinei și Uruguayului și a fost căpitanul echipei care a câștigat Cupa Mondială în 1978.